# Лі Сянь
Лі Сянь (кит.: 李晛; піньїнь: Lǐ Xiàn; 1203 — 28 серпня 1227) — останній імператор Західної Ся.

## Життєпис
Був племінником імператора Лі Девана. Успадкував трон після смерті останнього 1226 року.
У той час майже вся Західна Ся вже була захоплена монголами. Лі Сянь зі своїми чиновниками й генералами зібрались за стінами столиці, міста Чжунсін (сучасний Їньчуань). Однак столиця не встояла: 1227 року стався землетрус, що зруйнував укріплення, й монголи під проводом Чингісхана легко взяли місто. Самого Лі Сяня змусили прийняти отруту. Таким чином Західна Ся припинила своє існування.

## Девіз правління
- Баої (寶義) 1226—1227